# Plumbogaidonnayita
La plumbogaidonnayita és un mineral de la classe dels silicats que pertany al grup de la gaidonnayita.

## Característiques
La plumbogaidonnayita és un inosilicat de fórmula química PbZrSi₃O₉·2H₂O. Va ser aprovada com a espècie vàlida per l'Associació Mineralògica Internacional l'any 2022 i va ser publicada dos anys més tard. Cristal·litza en el sistema ortoròmbic.
L'exemplar que va servir per a determinar l'espècie, el que es coneix com a material tipus, es troba conservat a la col·lecció mineralògica del Museu Geològic de la Xina, a Beijing (República Popular de la Xina), amb el número de catàleg: m16139.

## Formació i jaciments
Va ser descoberta al complex Saima, situat al comtat de Kuandia, a Dandong (Liaoning, República Popular de la Xina). Aquest indret és l'únic a tot el planeta on ha estat descrita aquesta espècie mineral.